# Juliana a Țărilor de Jos
Regina Juliana a Țărilor de Jos (n. 30 aprilie 1909, Haga, Olanda de Sud, Țările de Jos – d. 20 martie 2004, Baarn, Utrecht, Țările de Jos) a devenit regina Țărilor de Jos, la data de 4 septembrie 1948, după abdicarea mamei sale, Regina Wilhelmina a Olandei.

## Biografie

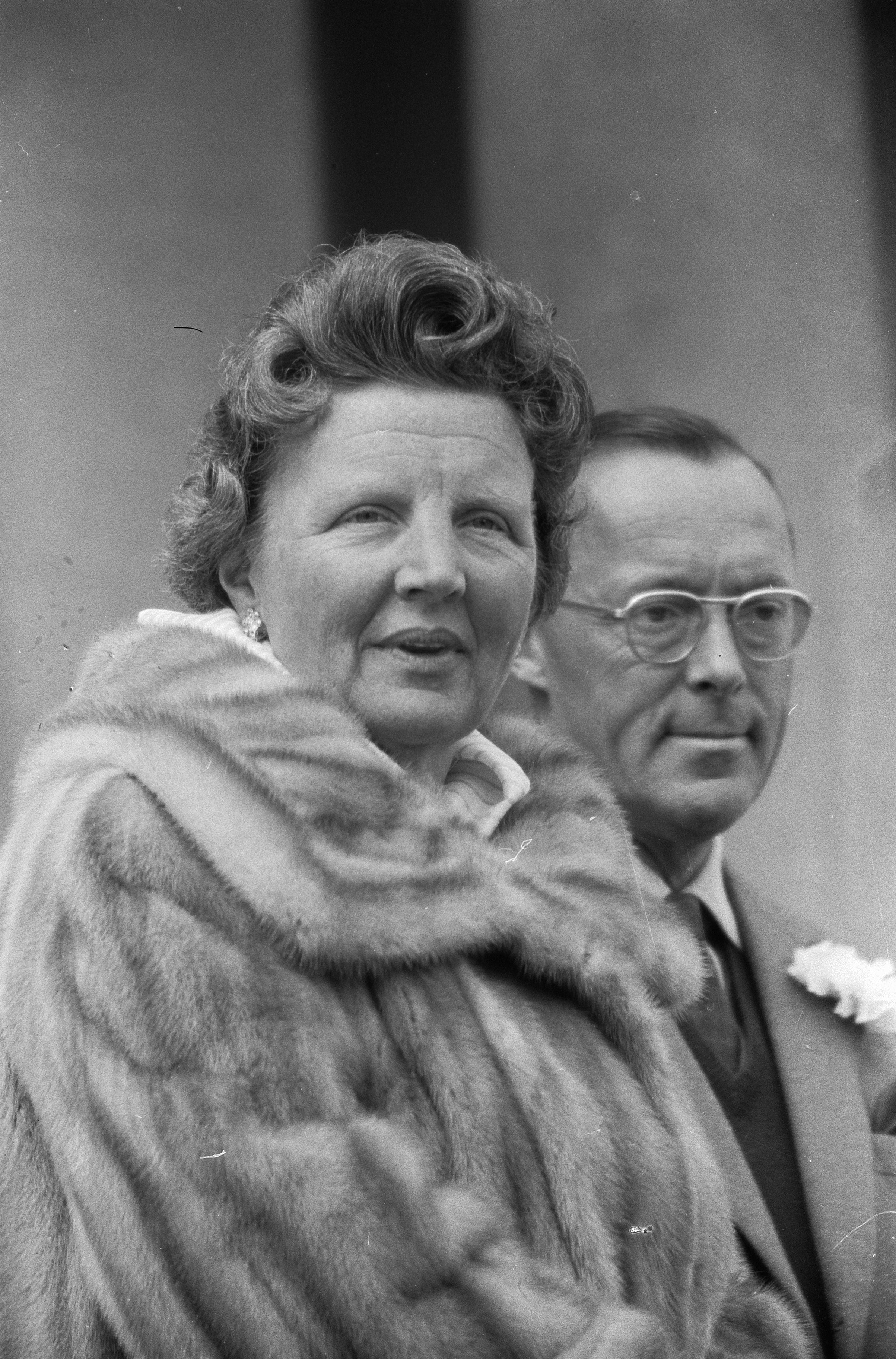
Regina Juliana cu Prințul Bernhard de Lippe-Biesterfeld în 1960

La data de 7 ianuarie 1937 s-a căsătorit cu Prințul Bernhard de Lippe Briesterfeld, exact în ziua când bunicii săi se căsătoriseră, cu 58 de ani în urmă. Regina a avut patru fete: Beatrix Wilhelmina Armgard, născută la 31 ianuarie 1938, Irene Emma Elizabeta, născută la 5 august 1939, Margriet Francisca, născută la 19 ianuarie 1943, și Maria Christina, născută la 18 februarie 1947. În timpul invaziei germane din Al Doilea Război Mondial, Regina Juliana s-a refugiat în Canada împreună cu copiii săi, stabilindu-se în Ottawa, în timp ce soțul ei, Prințul Bernhard, și mama ei, Regina Wilhelmina, au rămas în Regatul Unit. La 30 aprilie 1980, la vârsta de 71 de ani, Regina Juliana semnează actul de abdicare, iar fiica sa, Beatrix Wilhelmina, o succede la tron. În primăvara anului 2004, la 20 martie, Juliana moare în somn, la vârsta de 94 de ani.